# Pectoral du grand-prêtre
Pour les articles homonymes, voir Pectoral et Hoshen Mishpat.

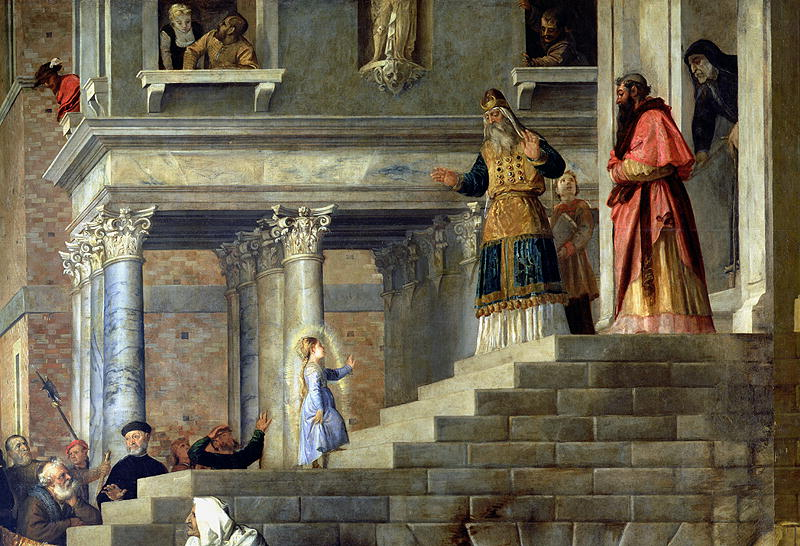

Le pectoral du grand-prêtre, ou hoshen en hébreu, est le pectoral que portait le grand-prêtre d'Israël aux temps des Premier et Second Temples à Jérusalem. 
Le pectoral était composé d'une plaque incrustée de douze pierres précieuses. Chacune de ces pierres représentait une des douze tribus d'Israël. Ces pierres seraient les suivantes :
- Ruben serait représenté par le rubis (Odem en hébreu) ;
- Siméon le topaze (Pitda en hébreu) ;
- Lévi l'émeraude (Baréket en hébreu) ;
- Juda le grenat (Nofeh en hébreu) ;
- Issachar l'améthyste (ahlamah en hébreu) ;
- Zebulon le diamant (Yahalom en hébreu) ;
- Dan le saphir (sappir en hébreu) ;

- Nephtali la turquoise (Chévo en hébreu) ;
- Gad le cristal (Ahlama en hébreu) ;
- Asher l'aigue-marine (Tarchich en hébreu) ;
- Joseph l'onyx (Choam en hébreu) ;
- Benjamin le jaspe (Yochpé en hébreu).